# 朴在洪
朴 在洪（パク・チェホン、朝鮮語: 박재홍、1903年1月18日または1906年1月18日 - 1979年6月28日または6月29日）は、日本統治時代の朝鮮および大韓民国のアナキスト、独立有功者、実業家、政治家。第3代韓国国会議員。浄土宗の仏教徒。

## 経歴
慶尚南道金海郡（現・金海市）出身。大成中学校、長崎商高、山口高商を卒業後、早稲田大学政経科2年修了。日本社会党幹部を務めたが、朴烈らと無政府運動を行ったため、大阪刑務所で3年8か月間留置された。その他は日活キネマ脚本部勤務、釜山朝紡会社人事課勤務を経て、大邱府で映画館大鏡館を経営し、大分県別府市で日鮮貿易商会を経営した。その後は満洲へ渡り、満州事変の時は長春市居留民僑胞団副委員長を務めたが、1932年に満洲派遣関東軍に従軍して1等通訳官として奉天、熱河、吉林、黒龍江各省を転戦した。その後は別府市南部旅館組合長、日鮮共愛会会長、大日本神農会幹事長、ポクラニケナ在留民会会長などを務めて、故郷の金海に戻り、金海醸造株式会社社長を務めたが、労務動員座談会を開催したことで被検され、15年の刑を受けて投獄され、服役中に朝鮮の解放により出獄した。その後は金海酒造株式会社社長、金海運輸株式会社社長、大同青年団慶南道組織部長、大韓青年団慶南後援会組織部長、大東新聞慶南総局長、大韓国民党中央執行委員、大韓民国民間外交協会中央委員、海洋少年団本部長、実業同志会慶南支部長、世界連盟政経研究会韓国支部理事、民議員などを務めた。
1979年6月28日、漢陽大付属病院で持病により死去。享年76。

## 不祥事
高利貸金業者として活動していた1949年、戦時中の日本軍での活動により反民特委に検挙された。慶南地域での最初の被検挙者となり、逮捕され釜山市内の留置場に収監された。
国会議員在任中に国会提出用の建議書に使うと同僚の議員に偽り、議員たちの捺印を集めて私用目的に利用したことがあり、それにより1か月間の出席停止懲戒処分を受けた。
1961年10月、同年8月に忠武路のある都市計画対象の建物を都市計画に入っていないと偽り、元住民の捺印をして書類を元住民からの使用承諾書に偽装したなど、飲食店を開こうとした人物からチョンセを詐取したことで、詐欺および資格冒用、私文書偽造および行使の疑いにより起訴された。

## エピソード
国会議員在任中に自由党に入党願書を提出したが、自由党側は入党を拒否した。